# Chrysorthenches drosochalca
Chrysorthenches drosochalca är en fjärilsart som beskrevs av Edward Meyrick 1905. Chrysorthenches drosochalca ingår i släktet Chrysorthenches och familjen Plutellidae. Inga underarter finns listade i Catalogue of Life.